# آبچلیک صخره
آبچلیک صخره (نام علمی: Calidris ptilocnemis) نام یک گونه از سرده تلیله است.